# Hej Stine!
Hej Stine! er en dansk film, der er instrueret af Lise Roos efter manuskript af Lise Roos. 

## Handling
Om den godt otteårige danske pige Stine der er kommet med sine forældre til Sverige og har svært ved at omstille sig. Det hjælper da hun møder den jævnaldrende Martin der også er dansker og har overstået omplantningen.